# Péninsule de Melville
Pour les articles homonymes, voir Melville.

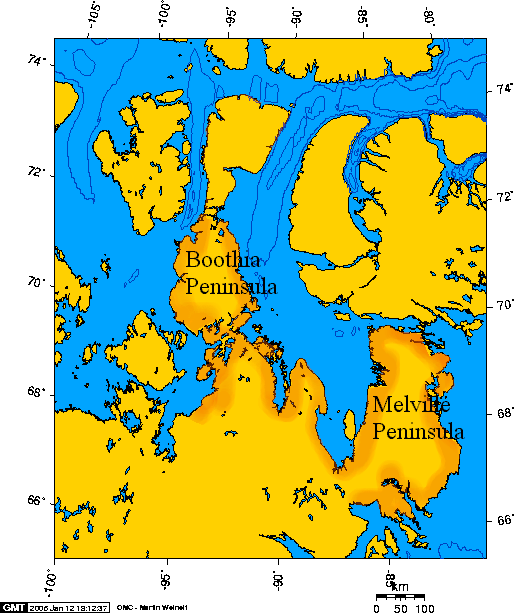
Les péninsules de Melville et de Boothia

La péninsule de Melville est une large péninsule située dans l'arctique canadien. Elle est bordée à l'est par le bassin de Foxe et à l'ouest par le golfe de Boothia. Au nord, elle est séparée de l'île de Baffin par le détroit de Fury and Hecla.
Depuis 1999, elle fait partie du Nunavut. Avant cette date, elle faisait partie du district de Franklin.